# Hendelia beckeri
Hendelia beckeri is een vliegensoort uit de familie van de Clusiidae. De wetenschappelijke naam van de soort is voor het eerst geldig gepubliceerd in 1903 door Czerny.